# Миен (језеро)
Миен је језеро које се налази на југу Скандинавског полуострва, у јужном делу Краљевине Шведске, јужно од Тингсрида у општини Тингсрид у Смоланду и део је главног слива Миеона. Миен је округлог облика са малим острвом Рамсо  у средини. Језеро је остатак ударног кратера (астроблема), који је формирао метеорит пре око 120 милиона година.
Језеро је дубоко 42 m, и има површину од скоро 20 km².

## Географија
Миен се налази у најјужнијем делу централног Смоланда, у близини Тингсрида и у најјужнијем Варенду. Језеро је окружено пејзажом Смоланда у општини Тингсрид, која је кроз историју била подељена између области Алмундсрид, Урсхулт и области Тингсас (у округу Конга).

## Геологија
Претпостављало се да је језеро Миен остатак вулкана. Први који наговештава да се ради о ударном кратеру био је Арвид Хогбом 1910. године. Полазио је од тога да је округли облик језера, а потпору томе даје и чињеница да су се риолити тог подручја разликовали од свих других риолита вулканског порекла.
У том подручју се и даље могу наћи тектити који настају услед топлоте после удара, али до сада нису пронађени директни остаци метеорита.

## Биологија
У језеру се могу пронаћи многе врсте риба од којих су неке:
- Гргеч
- Пастрмка
- Бодорка

## Назив
Верује се да је језеро добило име  (у 17. веку се пише Мијен)  од старошведске речи мидхер што значи  „налази се у средини“. Претпоставља се да се односи на локацију језера у граничним областима између Смоланда и Блекингеа.